# Stadio
Ne pas confondre avec les autres « Stadio ».
Stadio est un groupe de pop rock italien, originaire de Bologne. Le groupe participe le Festival de Sanremo 2016 avec la chanson Un giorno mi dirai,.
Remportant le festival, le groupe devait représenter l'Italie à l'Eurovision Song Contest 2016. La RAI a annonce finalement que Stadio a décliné l'offre et décidé de retenir l'artiste Francesca Michielin, deuxième classifiée.

## Biographie

### Origines
Le groupe est pendant longtemps un groupe d'accompagnement pour Lucio Dalla depuis le milieu des années 1960 : le premier album du chanteur-compositeur bolognais dans lequel apparaissent la plupart des instrumentistes qui donneront naissance à Stadio sont Giovanni Pezzoli à la batterie, Marco Nanni à la basse et Fabio Liberatori aux claviers. Les mêmes musiciens reviennent en 1977 dans l'album Come è profondo la mare. L'album suivant, Lucio Dalla, sorti en février 1979, fait participer le guitariste Ricky Portera. À la veille de la tournée Banana Republic, qui côtoient Lucio Dalla et Francesco de Gregori (qui est plutôt accompagné de Cyan), s'ajoutent aux claviers et aux chœurs Gaetano Curreri, futur chanteur du groupe. La fondation officielle du groupe remonte au printemps 1981, et c'est Dalla lui-même qui choisit le nom, inspiré par le journal sportif homonyme de Bologne.

### Années 1980
L'année 1983 voit la sortie en 45 tours de l'un des titres qui marquera de manière indélébile leur carrière, Acqua e sapone, pour le film homonyme de Carlo Verdone. La même année, ils accompagnent Ron en studio, avec lequel ils vont aussi enregistrer l'album live Tutti i cuori viaggianti qui fera participer Marco Bonino à la guitariste rythmique, et Claudio Golinelli à la basse (devenu par la suite collaborateur permanent de Vasco Rossi). Ils recrutent Marco Nanni qui jouera du saxophone et des percussions.
En 1984, au festival de Sanremo avec Allo stadio. La chanson est incluse dans l'album La Faccia delle donne, qui sort immédiatement après le festival. Quelques semaines avant le festival, le batteur Pezzoli, lors de la tournée du groupe avec Dalla pour l'album sorti en 1983, se blesse sérieusement un œil pendant qu'il montait sa batterie. Massimo Cappa, jeune batteur d'Emilia, sera invité au festival, aux émissions télévisées du groupe, en tournée avec Lucio Dalla, et dans le clip du morceau Dentro le scarpe, qui deviendra la chanson-thème de l'émission télévisée L'Orecchiocchio.
À la fin de la même année, grâce au soutien de Qdisc, sort l'EP Chiedi chi erano i Beatles, en hommage aux Beatles, qui comprend également la chanson du même nom, l'un des plus grands succès de Stadio, qui a entre-temps réintégré Giovanni Pezzoli. L'EP sera le dernier enregistré par la formation originelle.
En décembre 1985, après quelques apparitions à la télévision et en direct aux côtés de Dalla pour présenter l’album Bugie, Fabio Liberatori, fatigué de la route, décide de quitter le groupe pour poursuivre sa carrière d’arrangeur en studio (il travaillera entre les autres avec Paola Turci, Ivan Graziani et Mario Castelnuovo) et de compositeur pour le cinéma, accompagné de son ami Verdone. Le claviériste napolitain Aldo Fedele le remplace lors des concerts. Liberatori reviendra collaborer avec le groupe sur deux albums dans les années 1990, Di volpi, di vizi e di virtù et Dammi 5 minuti.
En 1987, le claviériste Beppe D'Onghia commence à collaborer avec Fedele (qui prendra la place de D'Oghia aux claviers) et au début de l'année suivante, il sort son premier morceau, Canzoni alla Stadio, qui contient deux inédits : Bella più che mai (écrit par Saverio Grandi) destiné à devenir un classique du groupe, et le rythmique Tu vuoi qualcosa, joué au Festivalbar et qui, pendant un temps, sera aussi le single de Il processo del lunedì.
En 1988, Stadio participe au projet Dalla/Morandi en jouant à la fois sur l'album et en tournée au cours de laquelle ils interprètent également des morceaux de leur répertoire en commençant par les deux chansons inédites de Canzoni alla Stadio. En 1989, ils sortent Puoi fidarti di me, porté par le succès du single homonyme écrit par Luca Carboni. 

### Années 1990
À la fin de l'été 1990, après la longue participation du groupe au Cantagiro, Beppe D'Onghia décide de revenir collaborer avec Lucio Dalla (il sera dans les années suivantes également producteur et arrangeur de Dalla). Peu de temps après, Sutera, après une émission de télévision avec Stadio lors d’un concert dédié aux Beatles, décide de rejoindre Dalla, et est remplacé par le très jeune Roberto Drovandi (ancien bassiste de Luca Carboni). Gaetano Curreri et Giovanni Pezzoli restent les seuls composants originaux. Ils sont rejoints par Andrea Fornili à la guitare. Ils enrôlent également le producteur Luca Orioli aux claviers studio, qui s'occupera des arrangements.
En 1998, Stadio publie Ballate fra il cielo e il mare, une compilation thématique comprenant, avec quatre morceaux inédits, de nouvelles reprises de leurs chansons d’amour, appelées « ballades ». L'album est réédité en février avec l'ajout de la chanson Lo zaino, écrite par Vasco Rossi, que le groupe joue au Festival de Sanremo, en cinquième position. À l'automne 2000, l'album Donne e colori est publié.

### Années 2000
En 2002 sort l'album Occhi negli occhi, donnant un nouvel élan à la carrière du groupe, après une pause. En 2003, lors d'une tournée à Acireale, Curreri est victime d'un accident vasculaire cérébral. Un médecin qui était dans le public lui sauvera la vie. La même année, Stadio revient en duo avec Lucio Dalla, après des années de controverses, lors d'un programme télévisé durant lequel le groupe joue le morceau satirique Grande figlio di puttana. 
Avec la sortie de l'album L'Amore volubile en 2005, Stadio revient avec un album qui semble suivre des trajectoires différentes du pop rock d'origine du groupe. 
En 2007, Marco Falagiani et Giancarlo Bigazzi, Gaetano Curreri et Saverio Grandi écrivent ...E mi alzo sui pedali pour la RAI. 
Le 20 mars 2009 sort le nouvel album intitulé Diluvio universale : la chanson homonyme est écrite avec Vasco Rossi et Alessandro Magri, et arrangée par Alessandro Magri. Le 23 mars, la tournée homonyme de Bologne commence ; à certains moments, elle fait participer Noemi et Fabrizio Moro. Le 6 mars 2009, le single Gioia e dolore est publié.

### Années 2010
Le 26 août 2011, l'album Gaetano e Giacinto est publié ; il est consacré à Gaetano Scirea et Giacinto Facchetti. L'album comprend la chanson La Promessa en duo avec Noemi, qui est également interprétée lors de la tournée Diamanti e caramelle tour. Le 3 février 2012, le troisième single, Poi ti lascerò dormire, est publié, et également utilisé pour la bande son du film Posti in piedi in paradiso de Carlo Verdone. Le 4 mai 2012, la chanson La Promessa est publié en tant que quatrième single ; et également clippé par Gaetano Morbioli.
Le 14 février 2016, lors de la 66e édition du Festival de Sanremo, le groupe s'impose dans la section Campioni avec la chanson Un giorno mi dirai, qui anticipe le nouvel album de Stadio, cinq ans après Diamanti e caramelle : Miss nostalgia, sorti le 12 février 2016.

## Membres

### Membres actuels
- Gaetano Curreri - chant, claviers
- Giovanni Pezzoli - batterie
- Roberto Drovandi - basse
- Andrea Fornili - guitare[12]

## Discographie

### Albums studio
- 1982 – Stadio
- 1984 – La faccia delle donne
- 1986 – Canzoni alla radio
- 1989 – Puoi fidarti di me
- 1991 – Siamo tutti elefanti inventati
- 1992 – Stabiliamo un contatto
- 1995 – Di volpi, di vizi e di virtù
- 1997 – Dammi 5 minuti
- 2000 – Donne e colori
- 2002 – Occhi negli occhi
- 2005 – L'amore volubile
- 2007 – Parole nel vento
- 2009 – Diluvio universale
- 2011 – Diamanti e caramelle
- 2016 – Miss nostalgia

### Albums live
- 1993 – Stadiomobile Live
- 2006 – Canzoni per parrucchiere Live Tour
- 2012 – 30 I nostri anni

### Singles
- 1988 – Canzoni alla Stadio
- 1991 – Canzoni alla Stadio 2
- 1994 – Acqua e sapone
- 1996 – Il canto delle pellicole
- 1998 – Ballate fra il cielo e il mare
- 2000 – I miti musica
- 2003 – Storie e geografie
- 2007 – The Platinum Collection
- 2011 – I più grandi successi
- 2012 – Un'ora con Stadio
- 2013 – Immagini del vostro amore